# Asdrúbal Cabrera
Asdrúbal José Cabrera (Puerto La Cruz, Venezuela, 13 de noviembre de 1985) es un beisbolista profesional venezolano que juega en las posiciones de segunda base y campocorto con los Cincinnati Reds de las Grandes Ligas.
Anteriormente jugó con los Cleveland Indians, Washington Nationals, Tampa Bay Rays y los Arizona Diamondbacks. 
En la Liga Venezolana de Béisbol Profesional se inició con Cardenales de Lara, luego en 2010 pasa a los Leones del Caracas por los lanzadores Marcos Sandoval y Harvey García. Más adelante, en 2021 pasa a las filas de Caribes de Anzoátegui junto con el jardinero Víctor Reyes en cambio por el utility Leandro Cedeño, el receptor Erick Castillo y el lanzador Andrés Pérez.
En 2025 es nombrado como manager de la novena anzoatiguense.

## Carrera profesional

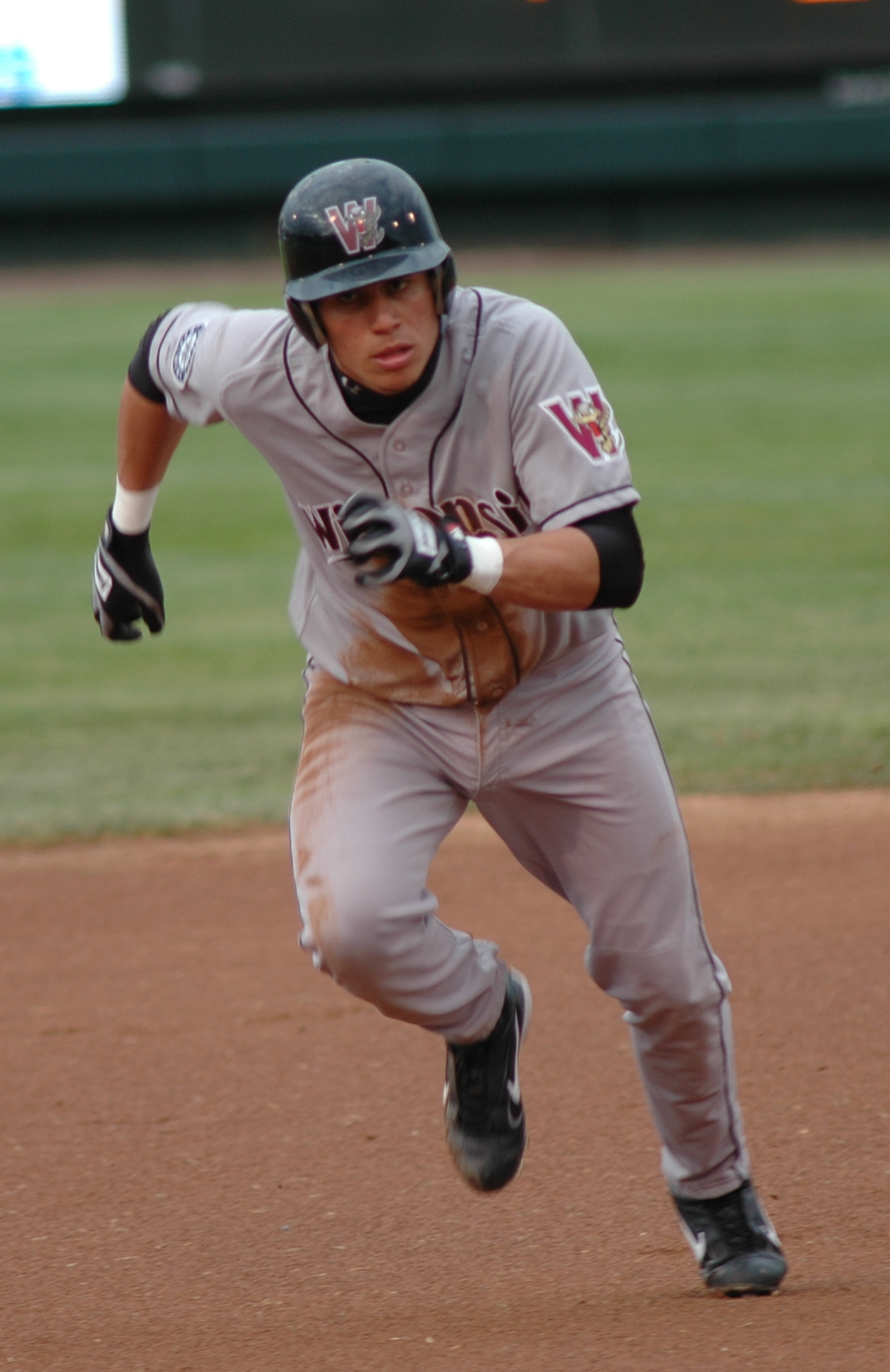
Cabrera en la Ligas Menores Jugaba para los Wisconsin Timber Rattlers en mayo de 2016

### Cleveland Indians
Fue firmado por la organización Seattle Mariners en 2002, siendo canjeado a Cleveland en 2006 por Eduardo Pérez. En 2007 recibió invitación del equipo mayor para asistir a los entrenamientos primaverales, debutando con el equipo mayor el 8 de agosto de 2007, yéndose de 3-0 en 3 turnos legales al bate en la derrota de su equipo contra Chicago White Sox por 4-6. Asdrúbal Cabrera fue él venezolano N° 209 en MLB.
Cabrera tiene el honor de haber ejecutado el decimocuarto tripleplay sin asistencia registrado en la historia de la MLB, el 12 de mayo de 2008 en el segundo juego de una doble jornada contra Toronto Blue Jays. Con el juego empatado a cero carreras a la altura del quinto inning, Cabrera -quien jugaba en segunda base- atrapó una línea bateada por Lyle Overbay (primer out) para luego pisar la almohadilla y retirar a Kevin Mench (segundo out) y finalmente tocar con la bola a su compatriota Marco Scutaro, quien venía en carrera hacia la segunda base, completando así el tercer out.

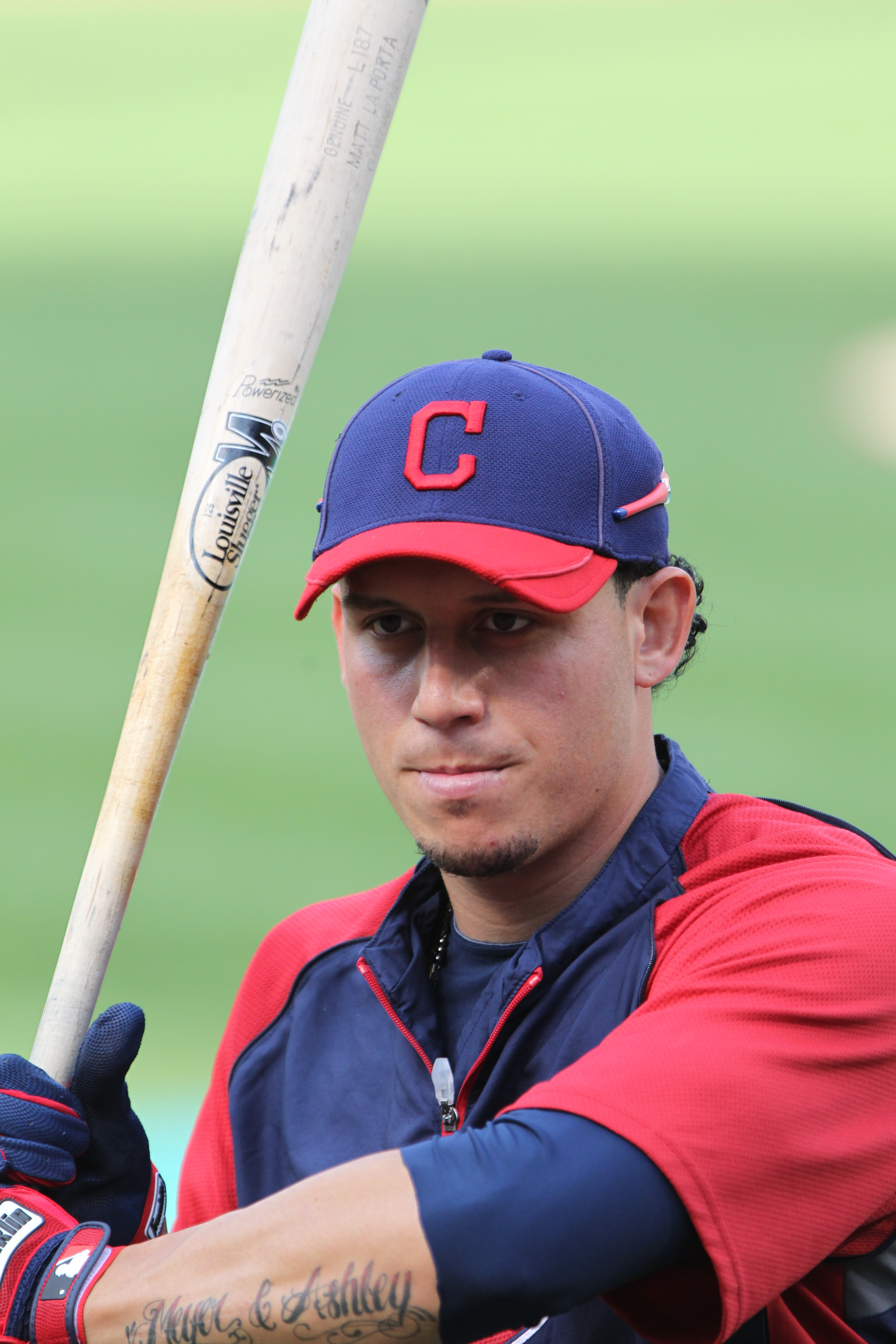
Cabrera durante su mandato con los Indios de Cleveland en el 2011

En 2011 completó una brillante temporada participando en 151 juegos, despachando un total de 165 hits, 25 jonrones, 87 carreras anotadas y 92 impulsadas en 604 turnos oficiales, siendo convocado por primera vez al Juego de Estrellas y teniendo el premio Silver Slugger Award por su formidable rendimiento ofensivo.
Para 2012, firmó una extensión de contrato con Cleveland que le evitó declararse agente libre y acudir al arbitraje salarial por un periodo de un año y posteriormente logró una extensión del mismo hasta 2015.

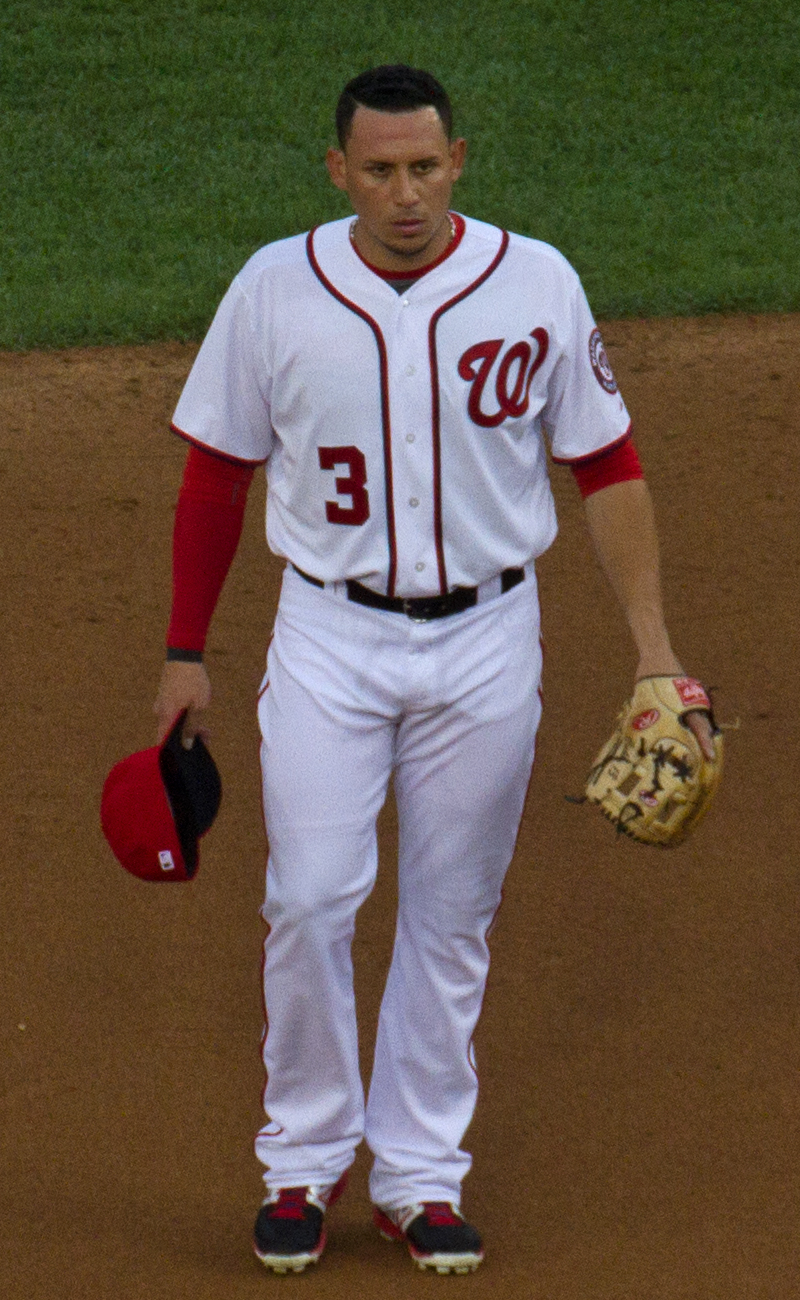
Cabrera jugando para los Washington Nationals en la temporada 2014

### Washington Nationals
El 31 de julio de 2014 fue cambiado y pasó a ser parte de los Washington Nationals.

### Tampa Bay Rays
El 30 de diciembre de 2014, firmó un contrato de un año con los Tampa Bay Rays.
El 13 de mayo de 2015, conectó su hit número 1000 en Grandes Ligas ante Adam Warren, en un encuentro donde su equipo derrotó 3-2 a los New York Yankees. Finalizó la temporada 2015 con promedio de .265, 15 jonrones y 58 impulsadas.

### New York Mets

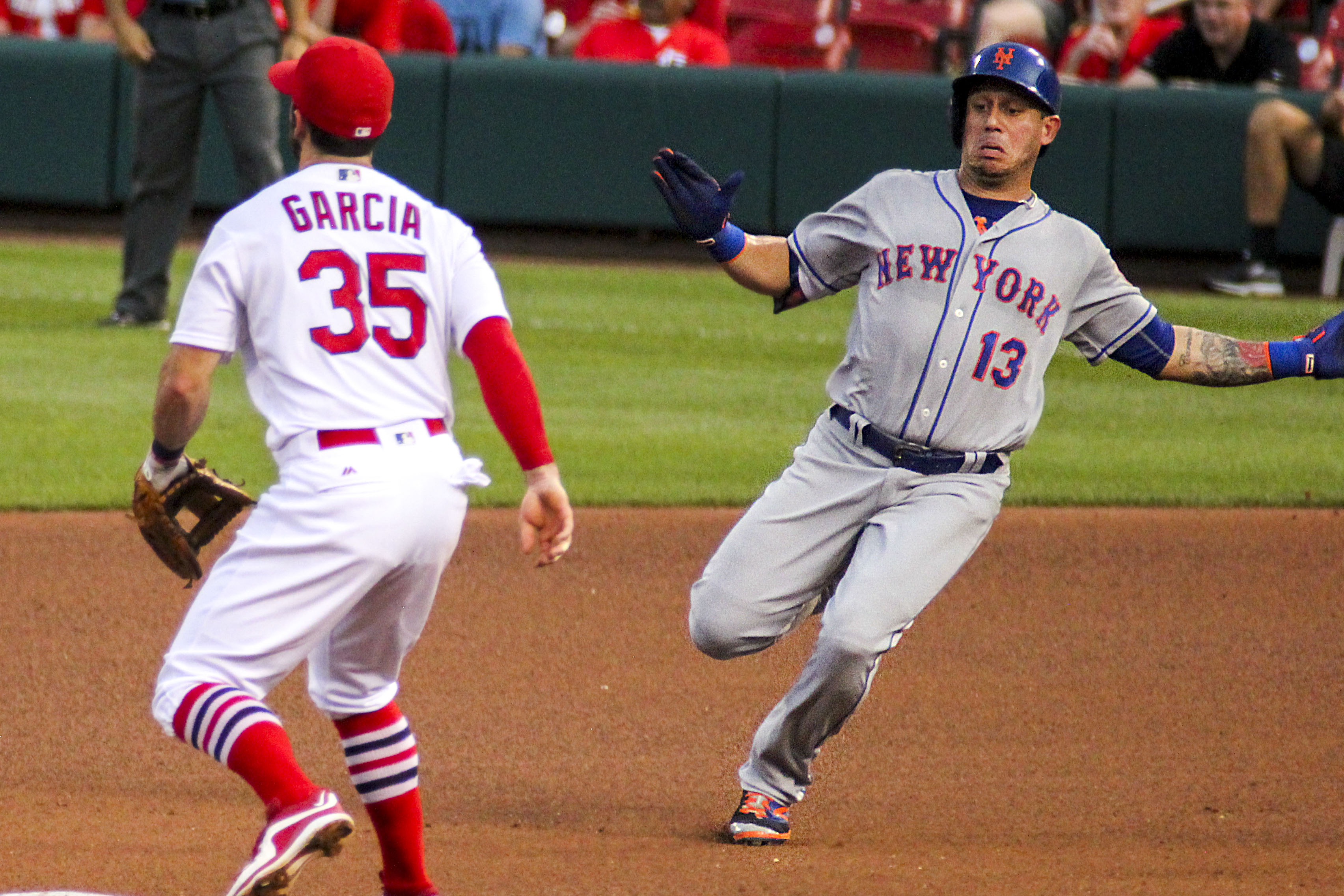
Deslizándose en segunda con los St. Louis en 2016.

El 11 de diciembre de 2015, Cabrera firmó un contrato de dos años y $18.5 millones con los Mets de Nueva York.
El 2 de agosto de 2016, Los New York Mets colocaron Asdrúbal Cabrera en la lista de lesionados de 15 días, por tendón de la rótula y sobrecarga en la rodilla izquierda.
El 16 de agosto de 2016, Los New York Mets enviaron Asdrúbal Cabrera en una asignación de rehabilitación a los St. Lucie Mets por dos días. Fue nombrado Jugador de la Semana de la Liga Nacional durante la semana que finalizó el 27 de agosto.

### Philadelphia Phillies
El 27 de julio de 2018, Cabrera fue cambiado a los Philadelphia Phillies a cambio del jugador de ligas menores Franklyn Kilome. Hizo su debut con los Filis un día después con un 0 de 4 como campocorto en un juego contra los Cincinnati Reds. Con los Filis, bateó (.228 / .286 / .392).

### Texas Rangers
El 24 de enero de 2019, Cabrera firmó un contrato de un año con los Texas Rangers. El 1 de agosto, Cabrera fue designado para asignación. El 3 de agosto, los Rangers liberaron a Cabrera. Bateó (.235 / .318 / .393) con Texas.

### Washington Nationals (Segunda etapa)

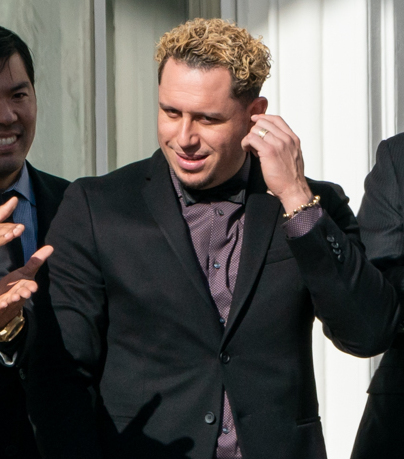
Cabrera celebra la victoria de la Serie Mundial 2019 en la Casa Blanca

El 6 de agosto de 2019, Cabrera firmó con los Washington Nationals. En 2019 con los Nacionales bateó (.323 / .404 / .565) en 124 turnos al bate. Entre Texas y Washington combinados, en 2019 bateó (.260 / .342 / .441) con 18 jonrones y 91 carreras impulsadas en 447 turnos al bate. Los Nacionales ganaron la Serie Mundial de 2019, con Cabrera figurando en su lista en cada etapa de la postemporada. Comenzó en la segunda base en el decisivo Juego 7 el 30 de octubre de 2019, en Minute Maid Park, cuando los Nacionales ganaron el juego 6-2, dándoles su primer campeonato en la historia de la franquicia. Firmó un nuevo contrato de Grandes Ligas para quedarse con Washington durante la Temporada 2020. Cabrera jugó 52 juegos para Washington en 2020, cortando (.242 / .305 / .447) con 8 jonrones y 31 carreras impulsadas en 190 turnos al bate.

### Arizona Diamondbacks
El 21 de febrero de 2021, Cabrera acordó un contrato de un año por 1,75 millones de dólares con los Arizona Diamondbacks.